# Zucht und Ordnung

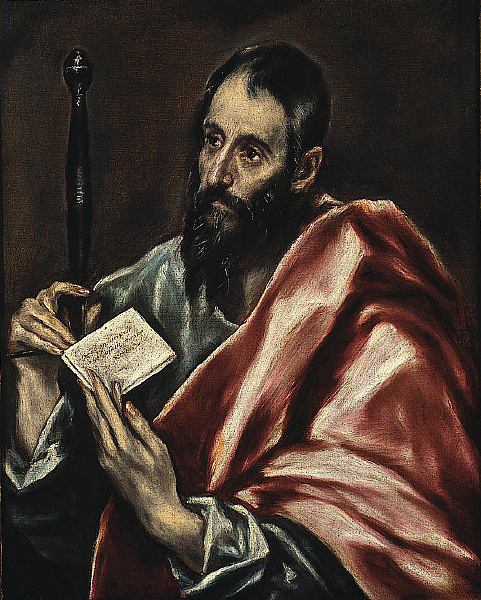
Die Forderung, dass Christen in „Zucht und Ordnung“ leben sollen, wird auf Paulus’ 1. Brief an die Korinther zurückgeführt (Paulus in einem Gemälde von El Greco, Ende des 16. Jahrhunderts).

Der Ausdruck Zucht und Ordnung bezeichnet seit der Zeit der Reformation die geordneten Verhältnisse, die in gesellschaftlichen Einrichtungen wie Familien, Klöstern, Schulen, Gemeinden, Staat und Militär bestehen oder bestehen sollten. Nachdem die Redewendung zunächst eng mit dem Christentum verbunden war, erfolgte im 18. Jahrhundert eine Säkularisierung.
Heute wird der Ausdruck oft als Schlagwort für übertrieben strenge Autorität und Disziplin verwendet. Der englische Ausdruck Law and Order ist verwandt, bezeichnet jedoch eine Ordnung, die spezifisch durch eine repressive Polizei hergestellt wird.

## Etymologie
Die Grundbedeutung des Wortes Zucht (ahd./mhd. zuht) ist historisch die vom menschlichen Besitzer beeinflusste Fortpflanzung, Ernährung und Pflege von Nutztieren. Zu den weiteren Bedeutungen, die das Wort später annahm, zählen seit der Neuzeit die Unterweisung und Erziehung, besonders von Kindern (u. a. zu Anstand und Sittsamkeit), die ‒ dem Geist der Zeit entsprechend ‒ häufig mit Strafe einhergingen, wodurch sich auch Wörter wie Zuchthaus, Zuchtmittel, Züchtigung, Zuchtlosigkeit und Unzucht erklären.

## Geschichte des Ausdrucks
Der Ausdruck „Zucht und Ordnung“ lässt sich im Deutschen mindestens seit dem 15. Jahrhundert nachweisen. Er wird oft genauer bestimmt als „christliche Zucht und Ordnung“, wobei für die Forderung, dass Christen sich Zucht und Ordnung unterwerfen sollen, meist Paulus verantwortlich gemacht wird, der nach Luthers Bibelübersetzung den Korinthern brieflich den Rat erteilte: „Lasset alles ehrbar und ordentlich zugehen.“ Besonders starken Einfluss hatte dieser Bibelvers auf Thomas von Kempen und auf Johannes Calvin; beide gebrauchen die Floskel „Zucht und Ordnung“ häufig. In den Texten Luthers dagegen fehlt sie.
In der Zeit Friedrichs II. erlebt der Ausdruck eine Säkularisierung und wird von nun an meist auf die weltlichen Einrichtungen des preußischen Staates angewandt, zunächst insbesondere auf die Preußische Armee, seit den Preußischen Reformen aber auch auf die Bildungseinrichtungen.
Die Verwendung des Ausdrucks „Zucht und Ordnung“ erfolgt jahrhundertelang deskriptiv mit tendenziell positiver Konnotation. Goethe gebraucht ihn u. a. in seinem Roman Wilhelm Meisters Wanderjahre. Eine kritisch zitierende Verwendung in Anführungszeichen beginnt erst im ausgehenden 19. Jahrhundert, wobei der traditionelle, positiv wertende Gebrauch parallel aber fortbesteht.
Erneut aufgegriffen wurde der Ausdruck in der Zeit des Nationalsozialismus, u. a. durch Georg Usadel, einen Verfasser weit verbreiteter Jugendschriften, der 1935 einen Band Zucht und Ordnung. Grundlagen einer nationalsozialistischen Ethik veröffentlichte. Das Wort „Zucht“ wird in diesem Zusammenhang einerseits auf seine ursprüngliche Bedeutung ‒ die vom Menschen beeinflusste Entwicklung (hier: zum Herrenmenschen) ‒ zurückgeführt; andererseits wird Erziehung im Sinne der nationalsozialistischen Ideologie neu konzipiert, nämlich als Gefolgschaft.
Seit dem Ende des Zweiten Weltkrieges wird der Ausdruck fast nur noch zitierend verwendet. Mit der antiautoritären Bewegung der 1960er und 1970er Jahre entwickelte der Ausdruck „Zucht und Ordnung“ sich zunehmend zu einem Kampfbegriff, durch den Kritiker traditioneller Unterrichts- und Erziehungsmethoden die Begriffe „Autorität“ und „Disziplin“ mit Begriffen wie der Untertanenmentalität (etwa im Nationalsozialismus) oder auch der „Schwarzen Pädagogik“ assoziierten.

## Wirkung außerhalb des deutschen Sprachraumes
Im englischen Sprachraum wird die Lehnübersetzung „Breeding and Order“ heute meist als Chiffre im BDSM-Bereich verwendet.

## Als Zeitschriftentitel
Unter dem Namen Zucht und Ordnung (Z & O) erschien von Mitte der 1980er Jahre bis Ende 1995 in Deutschland bis zu viermal jährlich eine im Abonnement erhältliche oder u. a. über Sexshops, im schwulen Buchhandel oder im Bahnhofsbuchhandel vertriebene Zeitschrift für die Zielgruppe schwuler Spanking-Liebhaber. Die Exemplare sind heute im Schwulen Museum in Berlin archiviert.